# 1164

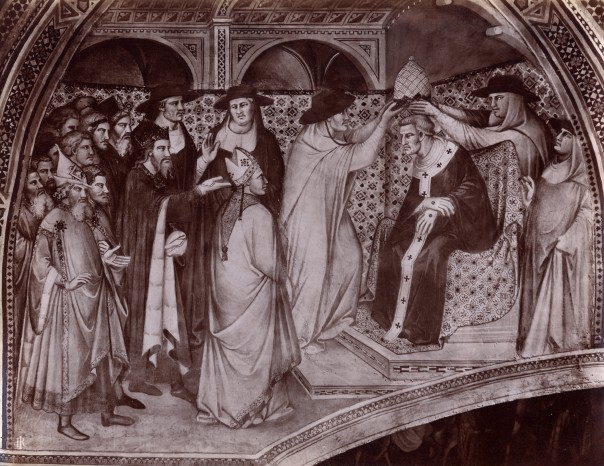
Paschalis III tot (tegen)paus gekozen

Het jaar 1164 is het 64e jaar in de 12e eeuw volgens de christelijke jaartelling.

## Gebeurtenissen
februari
- 17 - Sint-Julianavloed: Een zware stormvloed treft Noord-Duitsland, Groningen en Friesland.

april
- april - Rijksbisschop van Luik Hendrik van Leyen wijdt op verzoek van keizer Frederik I Barbarossa de tegenpaus Paschalis III te Lucca.

juli
- 6 juli - Holstein - Adolf II opgevolgd door zijn zoon Adolf III

- Bohemund III van Antiochië en Raymond III van Tripoli ontzetten het door Nur ad-Din belegert Harim.
  - 12 augustus - Slag bij Harim: Terwijl Nur ad-Din zich terugtrekt, vallen Bohemund en Raymond hem aan. Nur ad-Din wint de slag, en beide kruisvaardersleiders worden gevangengenomen.
  - Nur ad-Din keert terug naar Harim en neemt de stad in.
- Sultan Shawar van Egypte en koning Amalrik van Jeruzalem leggen gezamenlijk het beleg voor Bilbeis, waar de Syrische generaal Shirkuh zich gestationeerd heeft.
  - Het beleg wordt afgebroken omdat Amalrik naar Syrië trekt om Antiochië tegen Nur ad-Din te beschermen, maar Shirkuh keert wel terug naar Syrië.
- Hendrik II van Engeland vaardigt de Constituties van Clarendon uit, die de macht van de kerkelijke rechtbanken moet inperken.
- 2 november - Thomas Becket, de aartsbisschop van Canterbury, die weigert de Constituties te ondertekenen, vlucht naar Frankrijk, waar hij de steun krijgt van de Franse koning en de paus.

zonder datum
- Zweden wordt kerkelijk verdeeld in het aartsbisdom Uppsala en zes bisdommen.
- De relikwieën van de Drie Koningen worden vanuit Italië overgebracht naar de Dom van Keulen.
- Koning Olaf II van Noorwegen wordt heilig verklaard
- Voor het eerst genoemd: Impe

## Opvolging
- Kara-Kitan (westelijke Liao) - Renzong opgevolgd door Chengtianhou
- Luik - benoeming van Alexander II als opvolger van Hendrik van Leyen
- Olmütz - Wladislaus II van Bohemen opgevolgd door zijn zoon Frederik
- Penthièvre - Stefanus II opgevolgd door zijn broer Godfried III
- Stiermarken - Ottokar III opgevolgd door zijn zoon Ottokar IV
- tegenpaus (26 april) - Victor IV opgevolgd door Guido van Crema als Paschalis III

## Afbeeldingen

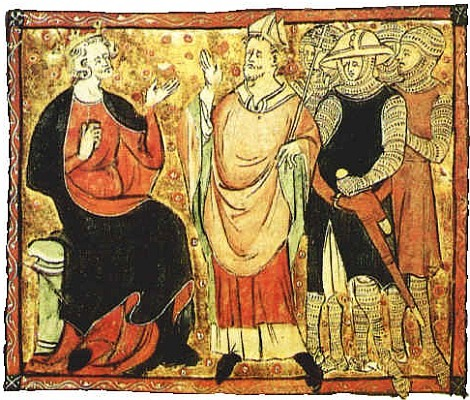
Koning Hendrik II en aartsbisschop Thomas Becket
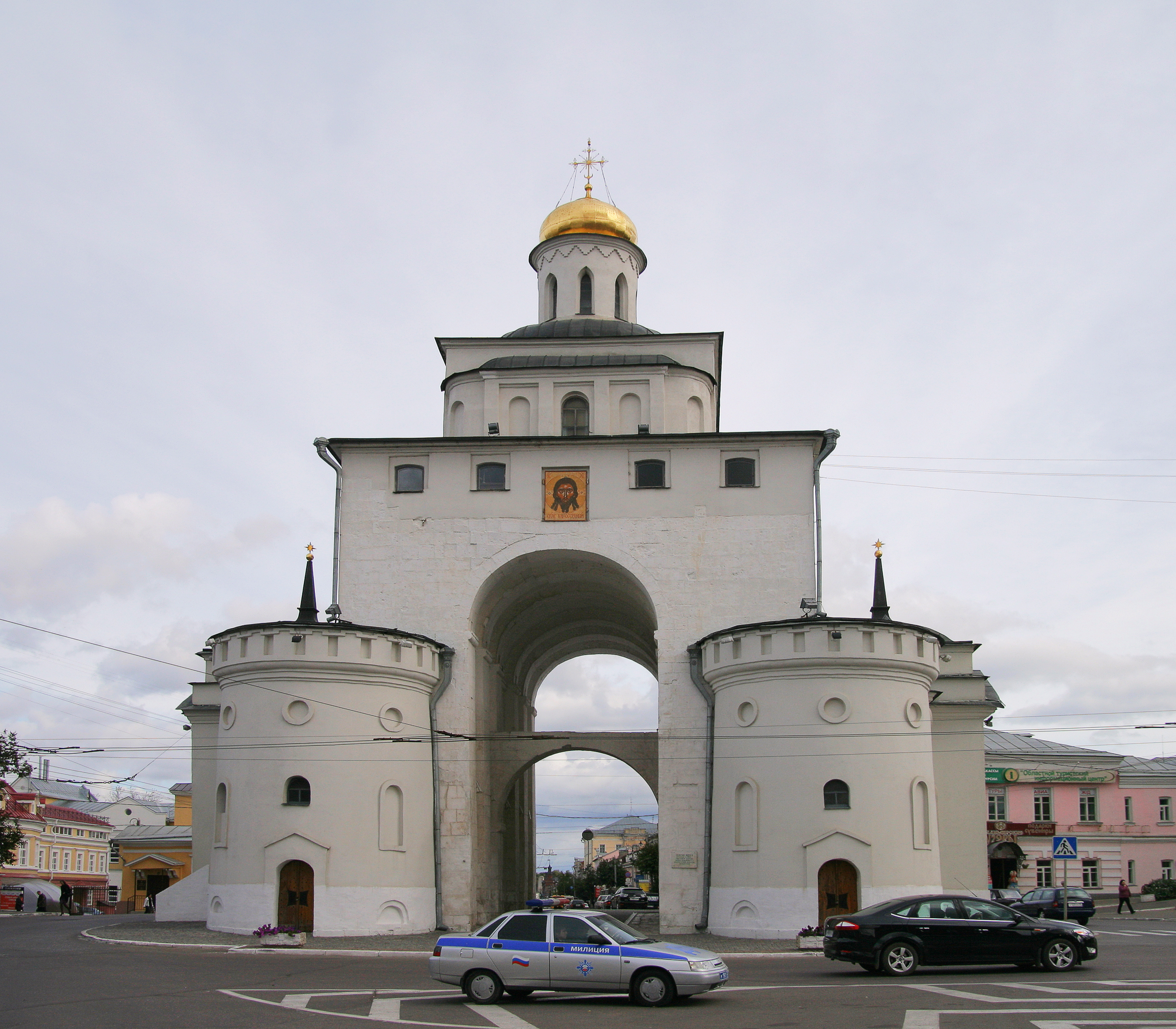
De Gouden Poort van Vladimir, voltooid in 1164 (huidige vorm 18e eeuw)
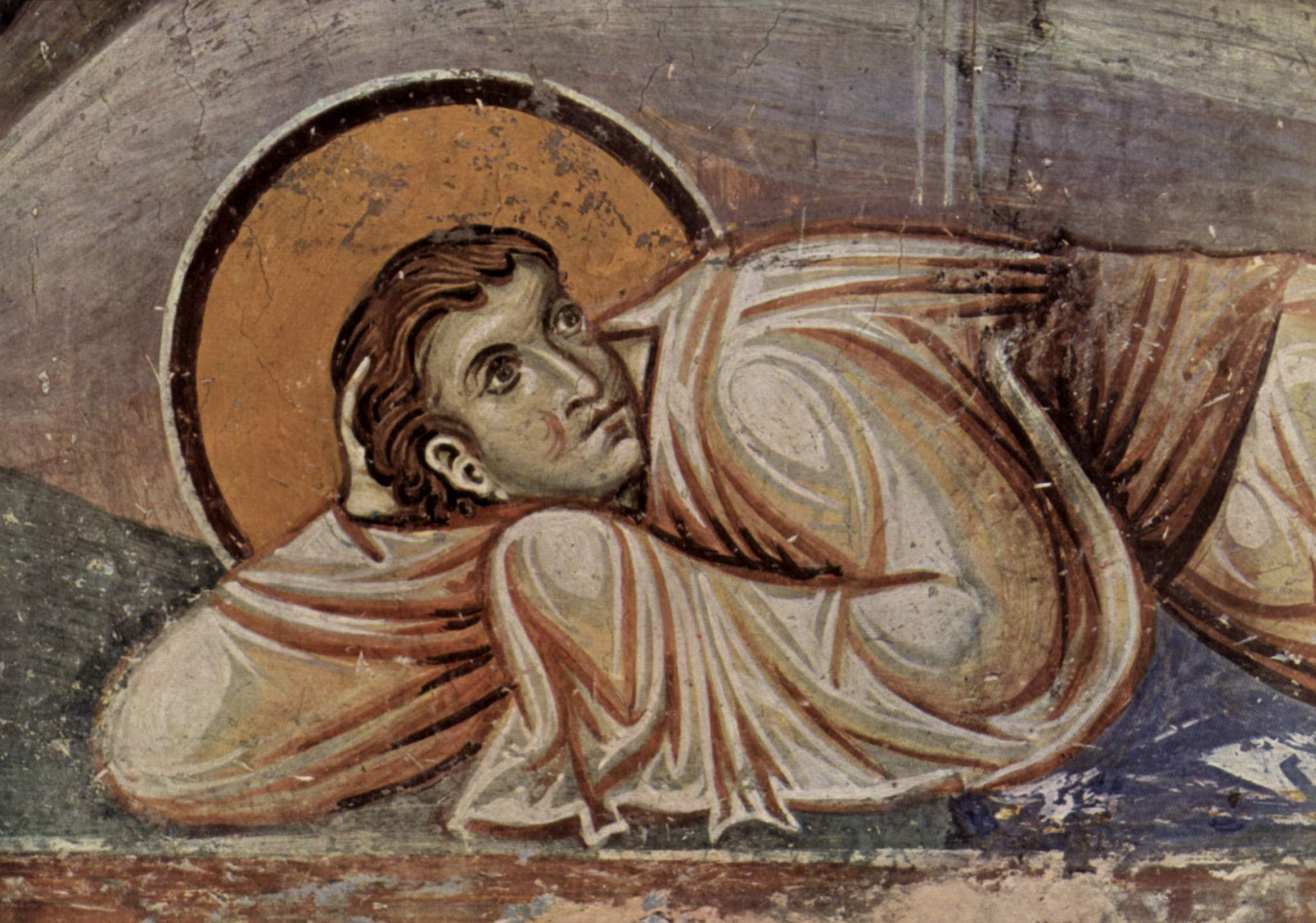
Apostel, Byzantijns fresco in Nerezi Lartëm uit 1164
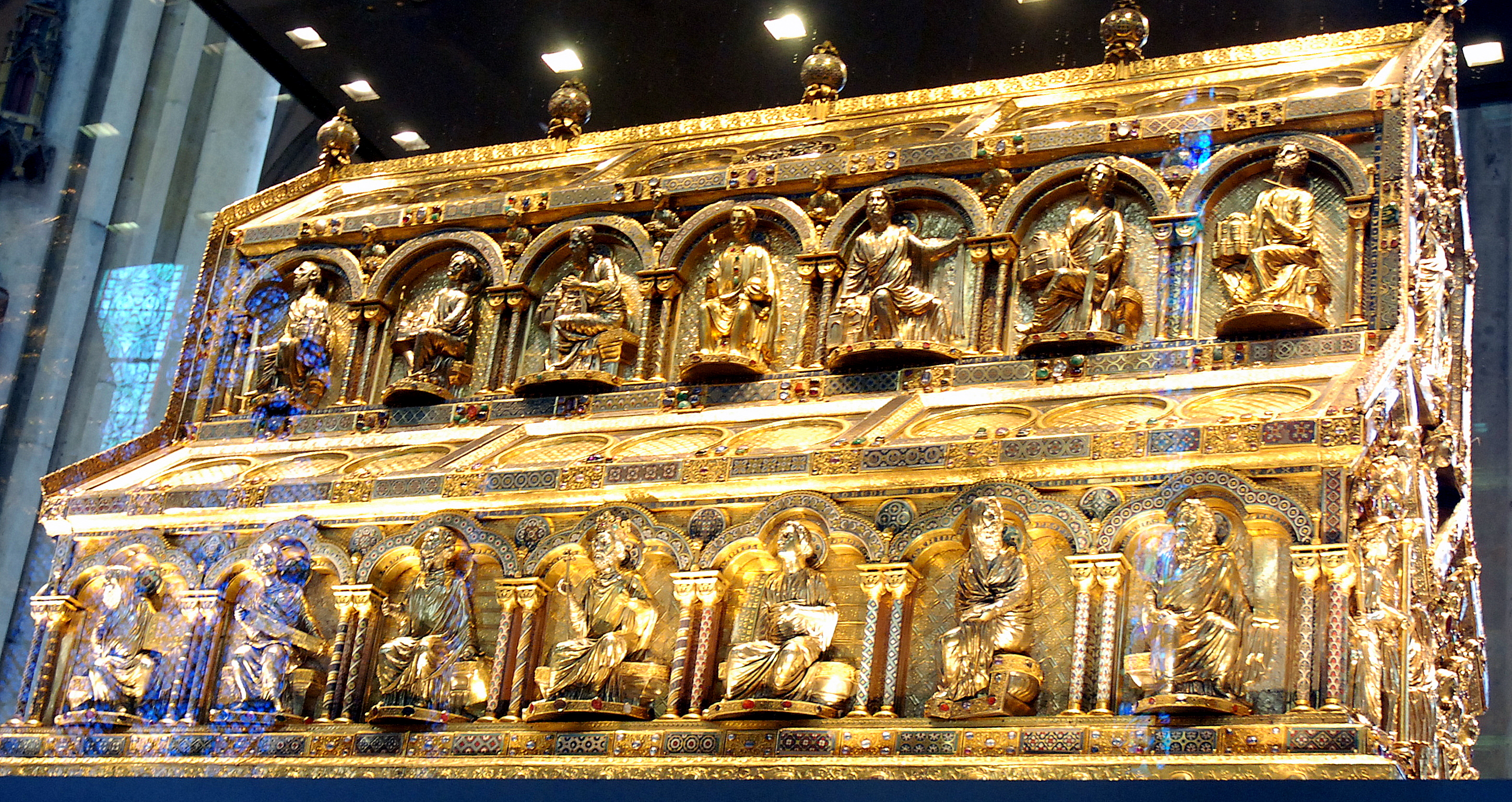
Schrijn van de Relikwieën van de Drie Koningen (schrijn ca. 1185)

## Geboren
- 28 december - Rokujo, keizer van Japan (1165-1168)
- Frederik V, Duits prins, hertog van Zwaben (1167-1170)

## Overleden
- 10 februari - Hugo van Fosses (~70), algemeen overste van de Norbertijnen
- 20 april - Victor IV (~68), tegenpaus (1159-1164)
- 18 juni - Elisabeth van Schönau, Duits abdis en mysticus
- 6 juli - Adolf II (~36), graaf van Holstein en Schauenburg (gesneuveld)
- 12 juli - Beatrix van Limburg, Duitse adellijke vrouw (jaartal bij benadering)
- 30 juli - Willem van Poitou (28), Engels prins
- 4 september - Hendrik van Leyen, prins-bisschop van Luik (1145-1164)
- 14 september - Sutoku (45), keizer van Japan (1123-1142)
- 23 december - Hartmann (~74), bisschop van Brixen
- 31 december - Ottokar III (~39), markgraaf van Stiermarken
- Stefanus II, graaf van Penthièvre
- Walter Giffard, graaf van Buckingham
- Diederik, laatste heer van Aalst (jaartal bij benadering)
- Hodierna, echtgenote van Raymond II van Tripoli (jaartal bij benadering)
- Willem van Ieper, Vlaams edelman (jaartal bij benadering)